# Улрих I фон Щархемберг
Улрих I фон Щархемберг „Стари“ (на немски: Ulrich I „der Ältere“ von Starhemberg; * ок. 1408; † 1 септември или 2 септември 1474 в Пюрнщайн) от стария австрийски благороднически род Щархемберг е императорски съветник и от 1442 г. хауптман в Австрия.

## Биография
Той е син на Каспар I фон Щархемберг († 1418) и втората му съпруга Агнес Елизабет фон Полхайм († 1418). Братята му са Йоханес III (1412 – 1474), Рюдигер VI († ок. 1450) и Гундакар VIII († ок.1452). Полубрат е на Георг фон Щархемберг († 1435).
Той е един от най-почитаните мъже по неговото време, съветник на император Албрехт II. През 1442 г. император Фридрих III го номинира на хауптман („пфлегер“) във Фрайщат. През 1452 г. императорът го праща в Португалия, да иска за него ръката на кралската принцеса Елеонора и след това да я заведе от Пиза и я придружи до Рим, където императорската двойка е коронясана на 17 юни 1442 г. Тогава на моста на Тибър Улрих I фон Щархемберг и 300 князе, графове и други са обявени за рицари.
Щархембергите са от 1643 г. имперски графове и от 1765 г. имперски князе.

## Фамилия
Първи брак: през 1430 г. се жени за Доротея фон Хоенберг, вдовица на Рудолф фон Дюрнщайн, дъщеря на Йохан фон Хоенберг-Кройзбах и графиня Маргарета фон Ст. Георген и Бьозинг. Те имат децата:
- Улрих II фон Щархемберг († 2 юни 1486 в Линц), хауптман на Ландес об дер Енс, женен за Амалия фон Волфгерсторф
- Балтазар фон Щархемберг († 13 юли 1494)
- Волфганг фон Щархемберг
- Готфрид (Готхард) фон Щархемберг († 12 септември 1493 в Линц), хауптман на Ландес об дер Енс, женен I. 1475 г. за Катарина Шерфенберг, II. 1480 г. за графиня Барбара фон Ортенбург († между 29 септември 1498/26 април 1502)
- Катарина фон Щархемберг († 1517), омъжена I. пр. 19 декември 1468 г. за Райнпрехт IV фон Валзе († 19 май 1483), II. за Бернхард фон Шерфенберг
- Барбара фон Щархемберг, омъжена за Вилхелм фон Пернег

Втори брак: през 1470 г. се жени за Магдалена фон Ортенбург († 1480/1506/1508), дъщеря на граф Хайнрих V (VII) фон Ортенбург († 1449/1451) и Урсула Екер цу Залденбург († 1436) или Елизабет фон Тьоринг († 1487). Бракът е бездетен.